# Tectosages
Pour les articles homonymes, voir Volques Tectosages.

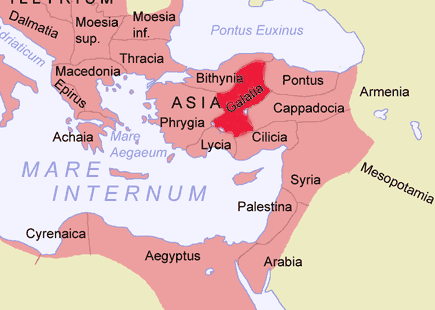
La Galatie à l’époque romaine.

Les Tectosages sont un des trois peuples celtes qui, avec les Tolistoboges et les Trocmes, ont formé en Anatolie (Turquie) la Communauté des Galates, au IIIe siècle av. J.-C. « Tectosages » signifie, selon Venceslas Kruta, « ceux qui cherchent un toit », les nomades.

## Protohistoire
En 279 av. J.-C., c’est le début de la Grande expédition, commandée par Brennos et Akichorios. Une partie de l’armée emmenée par Brennos descend jusqu’aux Thermopyles et arrive à Delphes à la tête d’une armée de 65 000 hommes. L’autre partie, commandée par Léonorios et Lutorios traverse la Thrace. Cette armée franchit l’Hellespont et arrive en Anatolie à l’invitation du roi Nicomède Ier de Bithynie, afin de combattre Antiochos Ier, roi des Séleucides (278 av. J.-C.). Battus par ce dernier, les Galates s’installent sur les hauts plateaux anatoliens, qui prennent alors le nom de Galatie.
Leur territoire jouxtait la Phrygie et s’étendait sur la rive gauche de l’Halys jusqu’au lac Tatta, entre les Tolistobogiens et les Trocmes. Leur capitale était Ancyre (actuelle Ankara), les autres villes importantes étaient Gorbeus et Pessinonte.
De leurs tétrarchies, nous ne connaissons que le nom des Teutobodiaci.

Localisation des Volques.

## Articles connexes

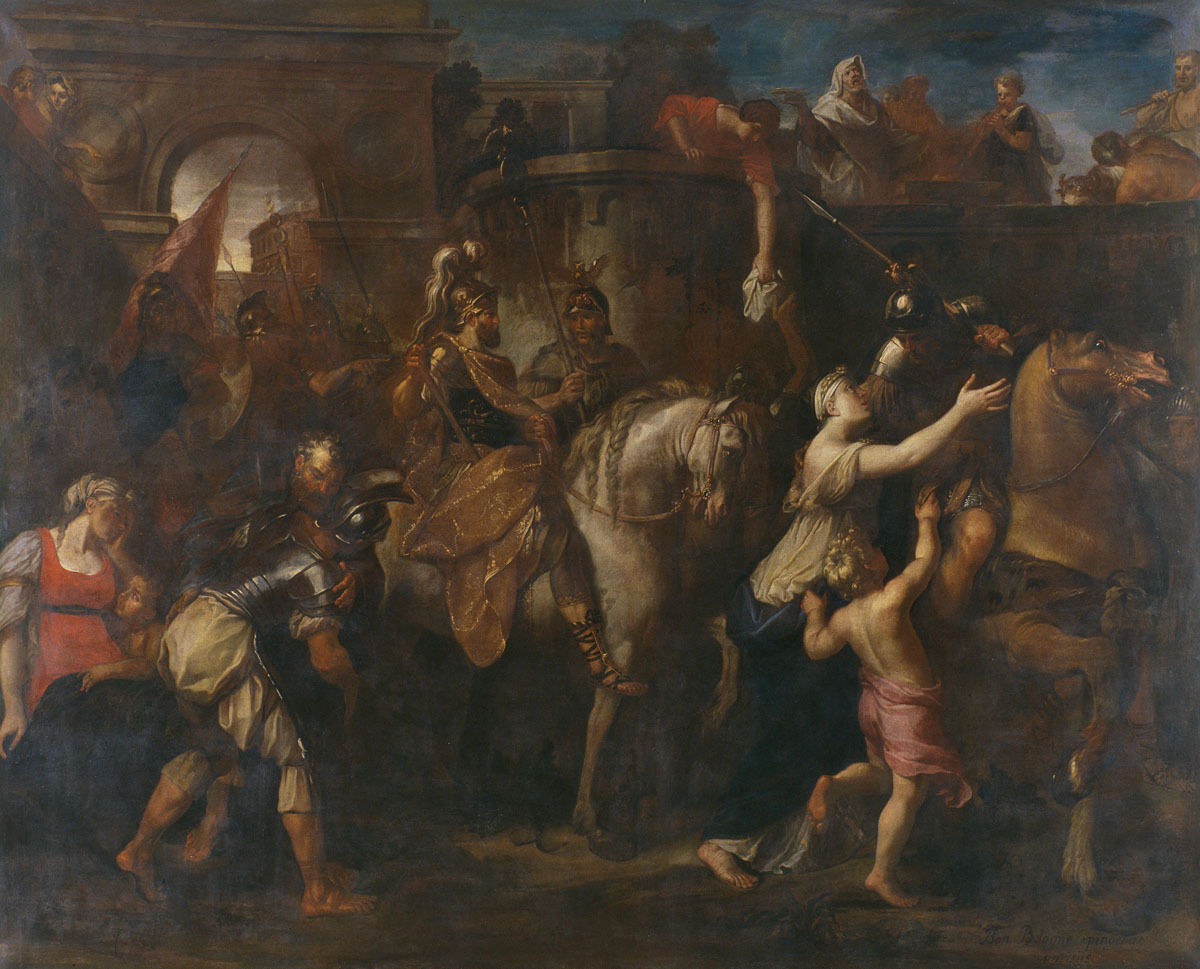
Bon Boullogne - Émigration des Tectosages

## Sources
- Venceslas Kruta, Les Celtes, Histoire et Dictionnaire, Éditions Robert Laffont, coll. « Bouquins », Paris, 2000,  (ISBN 2-7028-6261-6).
- John Haywood (intr. Barry Cunliffe, trad. Colette Stévanovitch), Atlas historique des Celtes, éditions Autrement, Paris, 2002,  (ISBN 2-7467-0187-1).
- Consulter aussi la bibliographie sur les Celtes et la bibliographie de la mythologie celtique.